# Declaration (Bleeding Through)
Declaration è il quinto album del gruppo metalcore Bleeding Through, pubblicato nel 2008.

## Tracce
1. Finis Fatalis Spei – 1:54
2. Declaration (You Can't Destroy What You Can Not Replace) – 3:47
3. Orange County Blonde and Blue – 2:40
4. Germany – 3:22
5. There was a Flood – 5:48
6. French Inquisition – 4:13
7. Reborn from Isolation – 4:31
8. Death Anxiety – 3:30
9. The Loving Memory of England – 1:27
10. Beneath the Grey – 3:32
11. Seller's Market – 2:38
12. Sister Charlatan – 8:47

## Membri
- Brandan Schieppati - voce
- Brian Leppke - chitarra
- Derek Youngsma - batteria
- Ryan Wombacher - basso, canto
- Marta Peterson - tastiere
- Jona Weinhofen - chitarra